# Бургињон ле Конфлан
Бургињон ле Конфлан (фр. Bourguignon-lès-Conflans) насеље је и општина у источној Француској у региону Франш-Конте, у департману Горња Саона која припада префектури Лир.
По подацима из 2011. године у општини је живело 132 становника, а густина насељености је износила 16,46 становника/km². Општина се простире на површини од 8,02 km². Налази се на средњој надморској висини од 240 метара (максималној 310 m, а минималној 217 m).

## Демографија
| 1962. | 1968. | 1975. | 1982. | 1990. | 1999. | 2011. |
| ----- | ----- | ----- | ----- | ----- | ----- | ----- |
| 112   | 113   | 93    | 95    | 89    | 106   | 132   |

График промене броја становника у току последњих година